# Jair Blanco
Jair Blanco (Barranquilla, Atlántico, Colombia; 13 de mayo de 1993) es un futbolista colombiano. Juega como defensa central y su equipo actual es el Sirens de la Premier League de Malta. 

## Clubes
| Club                   | País     | Año         |
| ---------------------- | -------- | ----------- |
| Independiente Medellín | Colombia | 2012        |
| Barranquilla FC        | Colombia | 2013 - 2015 |
| Real Santander         | Colombia | 2016 - 2019 |
| Unión Comercio         | Perú     | 2020        |
| Sirens                 | Malta    | 2021 - Act. |